# Sýslumaður (Färöer)
Sýslumaður ist färöisch und bedeutet Sysselmann. Eine Sýsla (dänisch Syssel) ist heute ein Polizeibezirk auf den Färöern. Es gibt sechs sýslur.
- Nordinseln (Borðoy, Fugloy, Kalsoy, Kunoy, Svínoy und Viðoy)
- Eysturoy
- Streymoy (mit Hestur, Koltur und Nólsoy)
- Vágar (mit Mykines)
- Sandoy (mit Skúvoy und Stóra Dímun)
- Suðuroy (mit Lítla Dímun)

Der Sysselmann ist also der lokale Polizeichef. Seine Aufgabe ist auch die Erhebung von Zoll und die Überwachung des Grindadráp (Grindwalfang), samt der anschließenden Verteilung des kostenlosen Fleisches in der Bevölkerung.
Die Sysselmänner sind heute Beamte des Königreichs Dänemark und unterstehen der Reichsombudsschaft auf den Färöern. Allerdings sind sie in der Regel keine Dänen, sondern Färinger.
Heute sind die Syssel keine politischen Verwaltungseinheiten mehr, aber von der Wikingerzeit auf den Färöern bis 1892 tagte in jeder sýsla das sogenannte Várting (Frühjahrs-Thing), wo der Sýslumaður den Vorsitz innehatte (wahrscheinlich aber nur im Vertretungsfall für den Løgmaður). Es wird davon ausgegangen, dass es dieses Amt auf den Färöern seit dem 13. Jahrhundert gibt. Die Sysselmänner waren meist lokale Bauern.
Sysselmänner gab es früher auch in Jütland und Norwegen. Noch heute trägt der norwegische Gouverneur von Svalbard (Spitzbergen) diesen Titel, und in Island gibt es entsprechend den dortigen Sýslur auch Sýslumenn.